# العريش، إب
العريش هي إحدى قرى الجمهورية اليمنية. وهي تتبع جغرافيًا لمحافظة إب. وإداريًا لمديرية إب. يبلغ تعداد سكانها 995 نسمة حسب الإحصاء الذي جرى عام 2004.